# Domenico Maria Jacobini

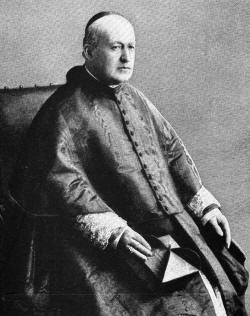
Domenico Kardinal Jacobini (Foto ca. 1896)

Wappen von Domenico Maria Jacobini

Domenico Maria Jacobini (* 3. September 1837 in Rom; † 1. Februar 1900 ebenda) war Kurienkardinal und Diplomat des Heiligen Stuhls.

## Leben
Domenico Jacobini besuchte das Päpstliche Römische Priesterseminar, wo er den Doktortitel in Philosophie (10. September 1856), in Theologie (12. September 1860) und beider Rechte (28. Juni 1863) erwarb. Nach seiner Priesterweihe wurde er am 28. November 1866 Beamter der Congregatio de Propaganda Fide. Später wurde er Professor für Griechisch (21. August 1868) und Studienpräfekt (19. November 1880) am Päpstlichen Römischen Priesterseminar und am 1. Juni 1874 Substitut des Sekretariats für die Apostolischen Breven. Jacobini wurde am 2. August 1877 in den Rang eines Hausprälaten Seiner Heiligkeit erhoben und erhielt am 19. September 1879 das Amt des Sekretärs der Kongregation für außerordentliche kirchliche Angelegenheiten. Als Sekretär diente er im Wesentlichen als Chef dieses Dikasteriums, da der Papst nur nominell den Titel des Präfekten innehatte. Nach dem Ende des Kirchenstaates 1870 wirkte Jacobini auch politisch, er unterstützte die Gläubigen in ihrem Kampf zugunsten einer katholischen Presse und begleitete in- und ausländische Pilger bei ihrem Besuch der Apostelgräber. Im Dezember 1870 wurde Jacobini bei einer Demonstration verletzt. Im Folgejahr gründete er die Associazione cattolica artistica ed operaia di carità reciproca, eine Vereinigung, die Künstler und Arbeiter sozial unterstützte und deren Spiritual er bis 1896 blieb. Die Vereinigung wandte sich im April 1878 gegen eine Entscheidung des römischen Stadtrats, der den Katechismus in den Grundschulen der Stadt verbot.
Jacobini wurde zum Kanoniker des Petersdoms, nachdem er am 16. November 1880 zum Vize-Bibliothekar der Heiligen Römischen Kirche ernannt worden war. Zwei Tage später wurde er auch Studienpräfekt des Päpstlichen Athenaeum San Apollinare.
Papst Leo XIII. ernannte ihn am 4. August 1881 zum Titularerzbischof von Tyrus. Der Erzpriester des Petersdoms, Edoardo Kardinal Borromeo, spendete ihm am 14. August desselben Jahres an der Cathedra Petri die Bischofsweihe; Mitkonsekratoren waren Alessandro Sanminiatelli Zabarella, Almosenier Seiner Heiligkeit, und Francesco Folicaldi, Kanoniker des Petersdoms. Am 30. März 1882 ernannte der Papst Jacobini zum Sekretär der Congregatio de Propaganda Fide, deren finanzielle Lage er gemeinsam mit Kardinalpräfekt Giovanni Simeoni verbesserte. Am 8. Juni 1886 wurde er zum Päpstlichen Thronassistenten ernannt und am 16. Juni 1891 zum Apostolischen Nuntius in Portugal.
Leo XIII. nahm ihn am 22. Juni 1896 als Kardinalpriester in das Kardinalskollegium auf und er erhielt am 3. Dezember des gleichen Jahres die Titelkirche Santi Marcellino e Pietro. Am 14. Dezember 1899 ernannte Leo XIII. den bereits schwer kranken Kardinal Jacobini zum Kardinalvikar der Diözese Rom; knappe sechs Wochen nach der Ernennung war er bereits gestorben. Nach der Aufbahrung in der Basilika Santi XII Apostoli wurde sein Leichnam in dem Grab seiner Familie auf dem Friedhof Campo Verano begraben.